# Piazzi (Mondkrater)
Piazzi ist ein Einschlagkrater am westlichsten Rand der Mondvorderseite, südöstlich des Mare Orientale und südöstlich des Kraters Lagrange, nördlich von Inghirami.
Der Krater ist stark überformt und überdeckt von den Ejekta des Mare Orientale, sodass der Kraterrand nur schlecht auszumachen ist. Der Krater weist ein entsprechendes Alter auf, seine Entstehungszeit fällt in die pränektarische Periode.
Piazzi hat zehn Nebenkrater:
| Buchstabe | Position           | Durchmesser | Link |
| --------- | ------------------ | ----------- | ---- |
| A         | 39,51° S, 66,76° W | 13 km       |      |
| B         | 37,54° S, 66,36° W | 8 km        |      |
| C         | 37,17° S, 62,73° W | 28 km       |      |
| F         | 35,72° S, 61,15° W | 11 km       |      |
| G         | 40,26° S, 64,78° W | 9 km        |      |
| H         | 40,21° S, 65,76° W | 8 km        |      |
| K         | 37,44° S, 68,14° W | 7 km        |      |
| M         | 35,92° S, 67,55° W | 6 km        |      |
| N         | 35,47° S, 66,21° W | 16 km       |      |
| P         | 38,76° S, 67,38° W | 19 km       |      |

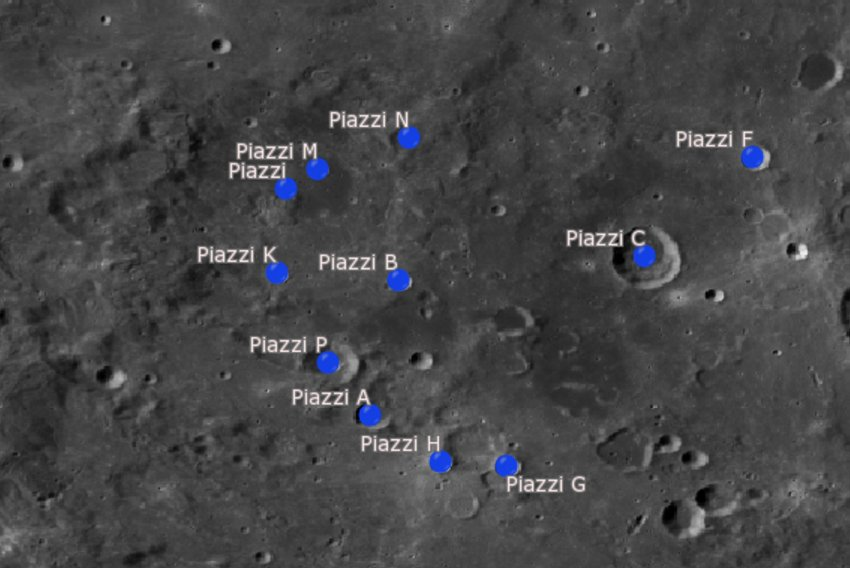
Piazzi mit seinen Nebenkratern

Der Krater wurde 1935 von der IAU nach dem italienischen Astronomen Giuseppe Piazzi offiziell benannt.